# Budy-Zbroszki
Budy-Zbroszki – wieś w Polsce położona w województwie mazowieckim, w powiecie pułtuskim, w gminie Winnica. Ma status sołectwa.
| SIMC    | Nazwa                 | Rodzaj    |
| ------- | --------------------- | --------- |
| 1055173 | Zbroszki-Stanisławowo | część wsi |

W latach 1975–1998 miejscowość administracyjnie należała do województwa ciechanowskiego.